# Hôtel du bailli de Caux
L'Hôtel du bailli de Caux est un monument de Rives-en-Seine construit au XVIIIe siècle. L'édifice est inscrit comme monument historique depuis 1996.

## Localisation
Le monument est situé 16 grande rue à Caudebec-en-Caux.

## Histoire
Le monument est construit vers 1760 ou 1786 selon une date sur le portail.
Il abrite les trois derniers baillis et il est le lieu de l'élection des représentants du bailliage aux États généraux de 1789.
L'édifice est inscrit aux monuments historiques par un arrêté du 28 février 1996.

## Architecture
L'édifice est en briques et pierres.
Le monument conserve des éléments de son décor intérieur.